# Italijanska vojna (1521–1526)
Italijanska vojna med letoma 1521 in 1526, znana tudi kot štiriletna vojna, je bila del italijanskih vojn, v kateri so se spopadli Franc I. Francoski in Beneška republika na eni ter cesar Svetega rimskega cesarstva Karel V., Henrik VIII. Angleški in Papeške države na drugi strani.
Izbruhnila je zaradi nezadovoljstva nad izvolitvijo Karla V. za cesarja, ki je pridobil zavezništvo Papeža Leona X. v zameno za podporo v boju proti Luthrovi reformaciji. Konec leta 1521 so francoske sile vdrle v sosednja ozemlja, po vzpostavitvi zavezništva med Karlom V. in Leonom X. pa so se začeli tudi spopadi na Apeninskem polotoku.
Francozi so bili premagani v bitki pri Biccocci in pregnani iz Lombardije. Spopadi so se nato preselili na francosko ozemlje, Beneška republika pa je izstopila iz vojne. Leta 1523 so Francijo napadli še Angleži, španski vojvoda Karel III. pa je izdal Franca I. in sklenil zavezništvo s Karlom V. Leta 1524 je propadel francoski poskus ponovno zasesti Lombardijo, kar je dalo Burbonu priložnost napasti Provanso s špansko vojsko. Drugi napad na Milano leta 1525 je vodil Franc I. sam. Sprva mu je uspelo potisniti nazaj španske in cesarske sile, a je kmalu doživel katastrofalen poraz v bitki pri Pavii (1525), v kateri je bil ujet, številni njegovi vodilni plemiči pa pobiti. Vojna je bila s tem praktično odločena, čeprav so se spopadi nadaljevali še v naslednjem letu.
V času ujetništva Franca I. v Španiji so se začeli krčeviti diplomatski napori za njegovo osvoboditev. Njegova mati je poslala celo odposlanika k Sulejmanu I., ki je Karlu V. postavil ultimat in leta 1526 napadel Ogrsko ter v bitki pri Mohaču premagal Karlove zaveznike. Zavezništvo med islamskim in krščanskim dvorom je takrat povzročilo škandal v celotnem krščanskem svetu. Franc I. je kljub tem dogodkom naposled podpisal t. i. madridski sporazum, s katerim se je njegovo kraljestvo odreklo ozemeljskim zahtevam na Apeninskem polotoku in v Flamski ter Burgundiji.